# ジョージ・モンカー
ジョージ・モンカー（George Moncur、1993年8月18日 - ）は、イングランド・スウィンドン出身のプロサッカー選手。ハル・シティAFC所属。ポジションはMF。

## 経歴

### クラブ
はじめトッテナム・ホットスパーFCのアカデミーに在籍していたが、13歳の時に退団。その後、ウェストハム・ユナイテッドFCのアカデミーに入団し、2010年9月にクラブとプロ契約を締結した。2012年1月、期限付き移籍先のAFCウィンブルドンでプロデビューを果たした。
その後も期限付き移籍で経験を重ねたが、結局ウェストハムでのプレー機会は無く、2014年11月に以前にも期限付き移籍で在籍していたコルチェスター・ユナイテッドFCに完全移籍した。
2016年6月、バーンズリーFCに移籍。2019年1月、ルートン・タウンFCに移籍。
2019年1月18日、ルートン・タウンFCに移籍。
2021年6月7日、ハル・シティAFCに2年契約で移籍。

### 代表
U-17およびU-18のイングランド代表歴がある。

## タイトル
ルートン
- EFLリーグ1: 2018–19[9]